# Portland Place
Portland Place est une rue du quartier Marylebone au centre de Londres.

## Situation et accès

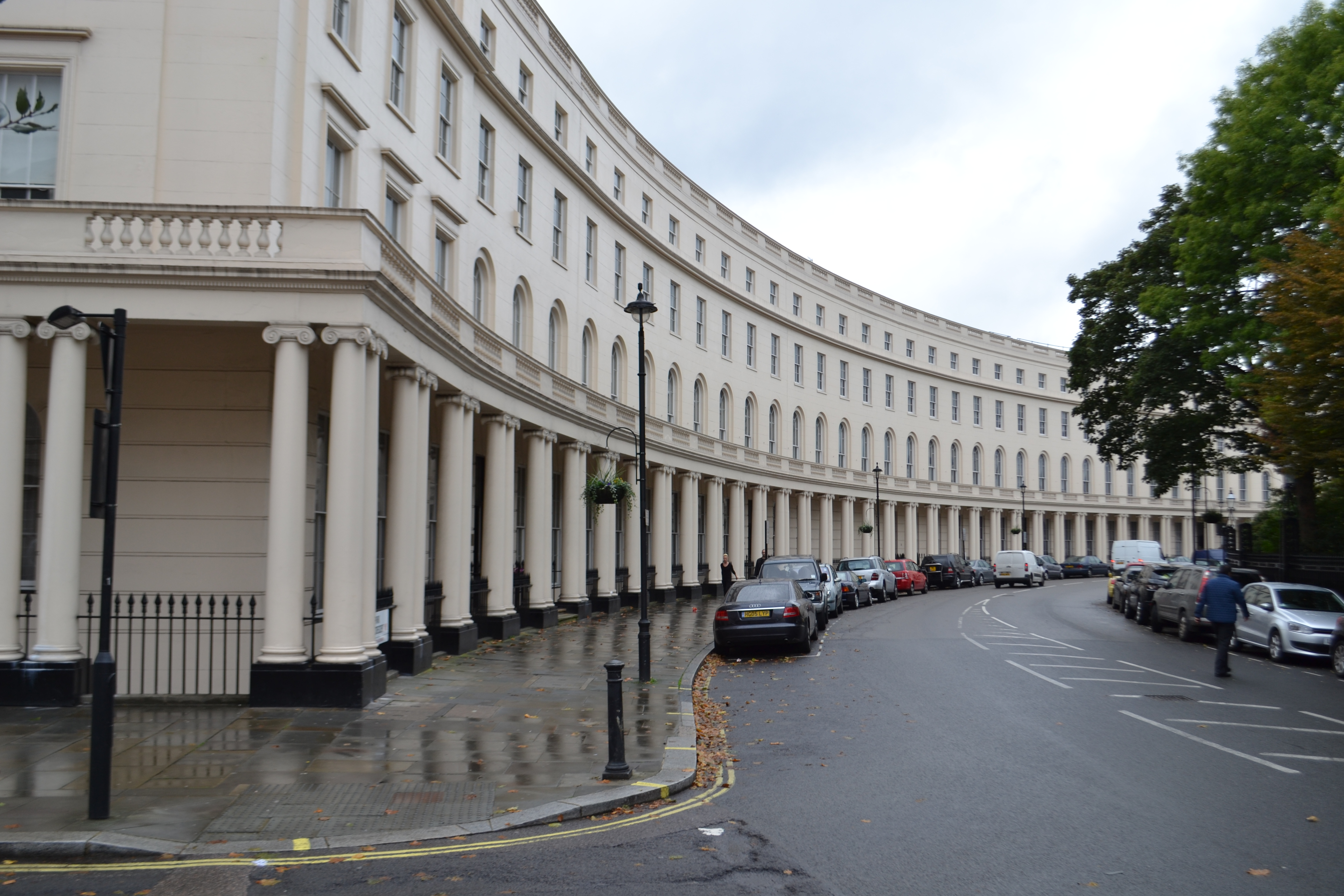
Park Crescent au nord de Portland Place.

Portland Place est une rue qui s’étend de Park Crescent au nord à Langham Place au sud, qu'elle relie à Regent Street. En fait, elle est le prolongement de Regent Street vers Regent's Park. Elle est perpendiculaire à Marylebone Street. Elle se distingue par sa largeur, inhabituelle dans le centre de Londres : 33 mètres.
Du nord au sud, elle croise successivement :
- Devonshire Street ;
- Weymouth Street ;
- New Cavendish Street ;
- Duchess Street ;
- Langham Street.

La station de métro la plus proche est Oxford Circus, où circulent les trains des lignes  Bakerloo  Central  Victoria.

## Origine du nom

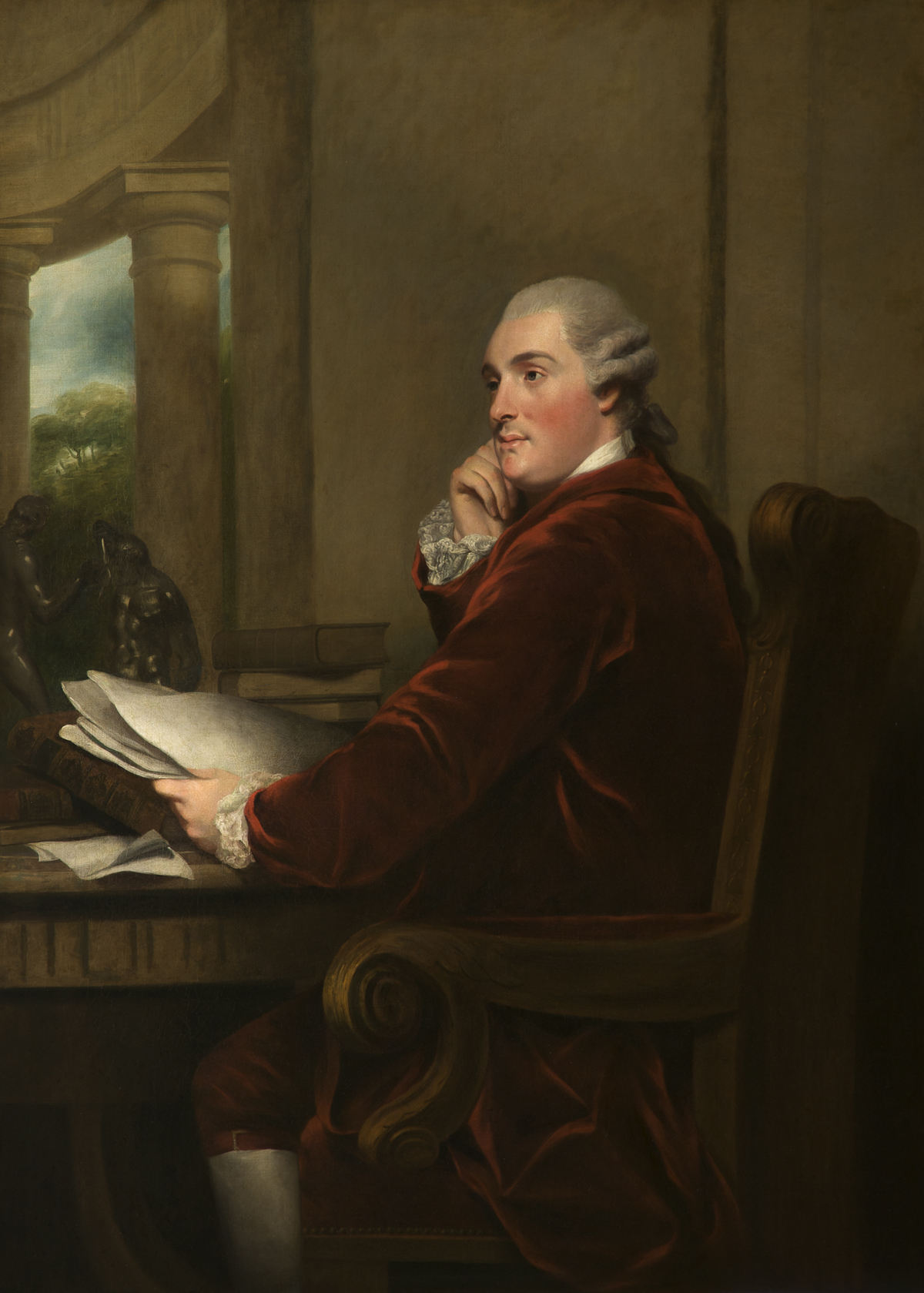
Portrait du 3e duc de Portland (1782).

La rue doit son nom au 3e duc de Portland (1738-1809), qui fut deux fois, brièvement, Premier ministre.

## Historique

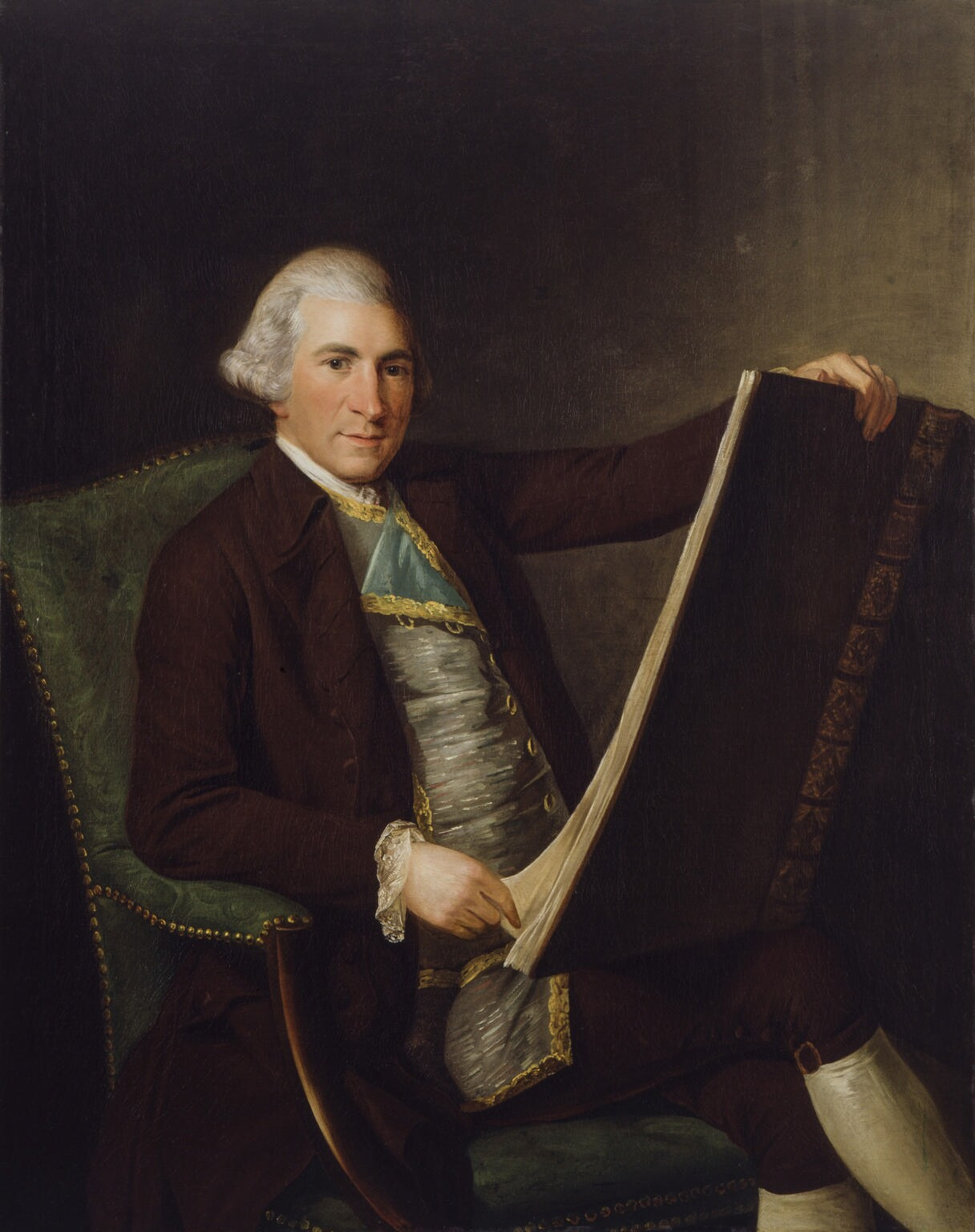
Portrait de l'architecte Robert Adam, vers 1770-1775.

Portland Place est dessinée en 1776-1780 par Robert et James Adam pour le compte du duc de Portland, propriétaire foncier. Son étonnante largeur est due à une contrainte de l’époque : aucune construction ne doit gêner la vue des habitants de Foley House, manoir aujourd’hui détruit et situé dans l’axe de la rue, à son extrémité sud.
Quarante ans plus tard, elle est intégrée à la route royale reliant Carlton House à Regent's Park, conçue par l’architecte John Nash au début du XIXe siècle. La rue est alors censée s’achever, au nord, par un « circus », comparable à Oxford Circus et appelé Regent’s Circus, mais celui-ci ne voit pas le jour. Park Crescent en donne cependant une idée.
Parmi ses résidents, Portland Place compte à cette époque bon nombre de pairs, de baronnets, de juges et d’ambassadeurs.
L’unité architecturale de la rue a souffert de maintes reconstructions, dues pour certaines à la Seconde Guerre mondiale. La partie la mieux préservée se situe côté est, entre Weymouth Street et New Cavendish Street.

## Bâtiments remarquables et lieux de mémoire

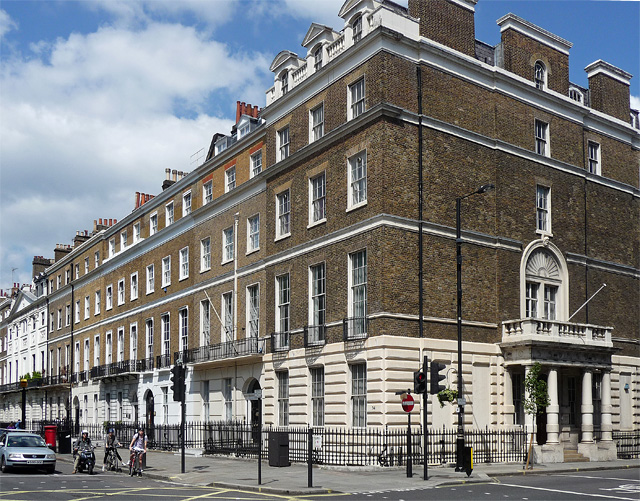
34-48 Portland Place.

- No 1 C : Langham Hotel, palace construit en 1863-1865 sur l’emplacement de Foley House ;
- No 3 : consulat du Portugal ;
- No 35 : consulat de Colombie ;
- No 47 : ambassade de Pologne ;
- No 49-51 : ambassade de Chine ;
- No 51 : en 1889, le général Boulanger, alors en exil, s’installe pour quelques mois à cette adresse, dans une maison qui, selon Marie Quinton, amie du général, est tout bonnement une confortable habitation bourgeoise, sans cour d’honneur ni péristyle, et précédée seulement d’une grille à la mode anglaise et dont elle donne dans son livre une description exhaustive[5] ;
- No 66 : Institut royal d’architecture (1930) ; on y trouve notamment une bibliothèque spécialisée, créée en 1834, ouverte à tous ; avec plus de quatre millions d’objets[6], c’est l’une des plus riches au monde.
- No 73 : la femme politique Hilda Runciman y vécut.

### Bâtiment détruit
- No 11 : adresse londonienne[7] de l’écrivain autrichien Stefan Zweig, alors en exil, d’octobre 1933 à 1936 (immeuble démoli après la guerre[8]) ;

### Dans la fiction
Résident à Portland Place les personnages fictifs suivants :
- Richard Hannay, héros du roman d’espionnage Les 39 marches (1915) de John Buchan ;
- Stephen Jones, personnage de la nouvelle L’horreur dans le musée (1932) d’Howard Philips Lovecraft ;
- Rachel Dreyfus et sa famille dans La fortune de Sir Julius Levy (1933) de Daphne du Maurier.

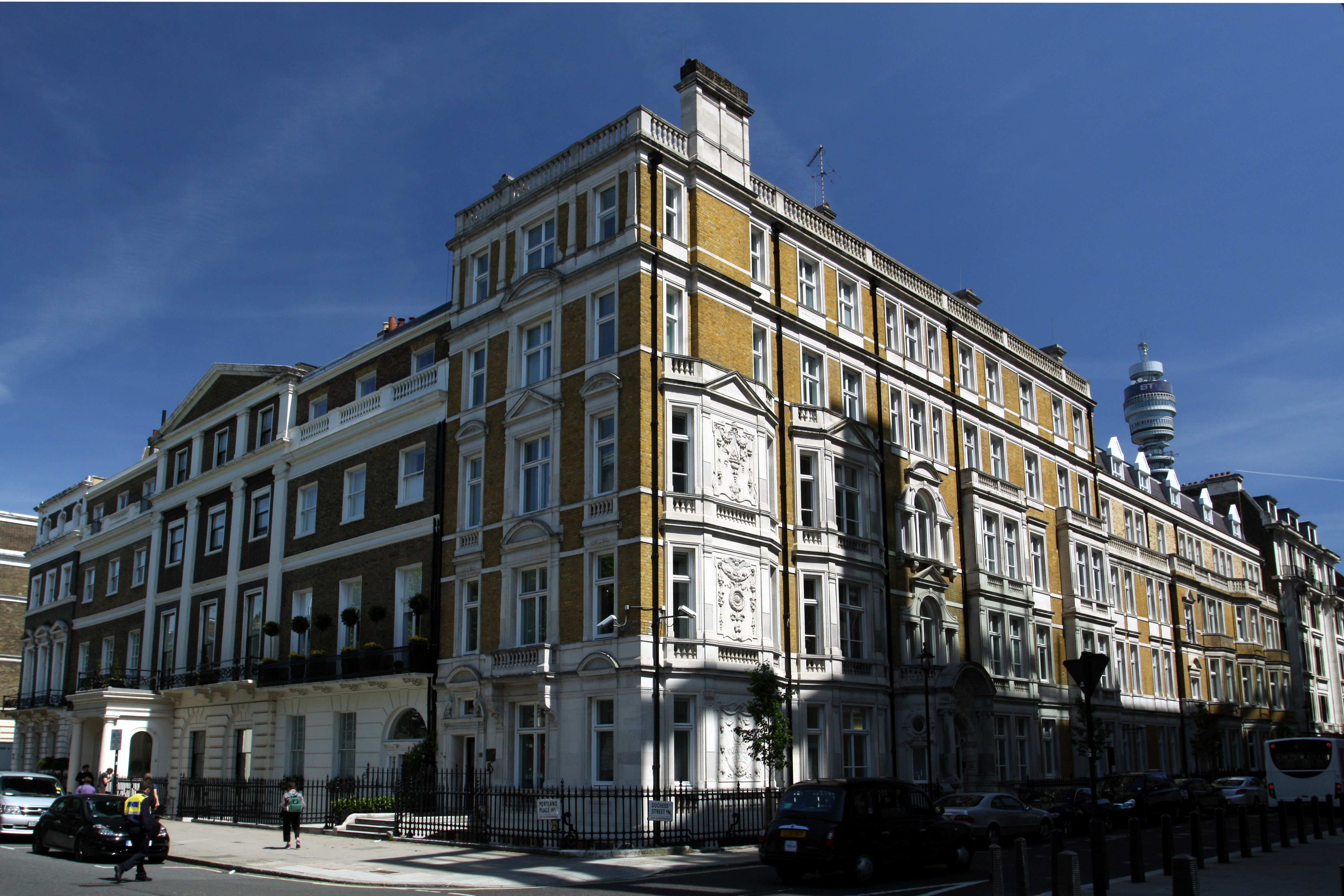
N° 24 Portland Place.
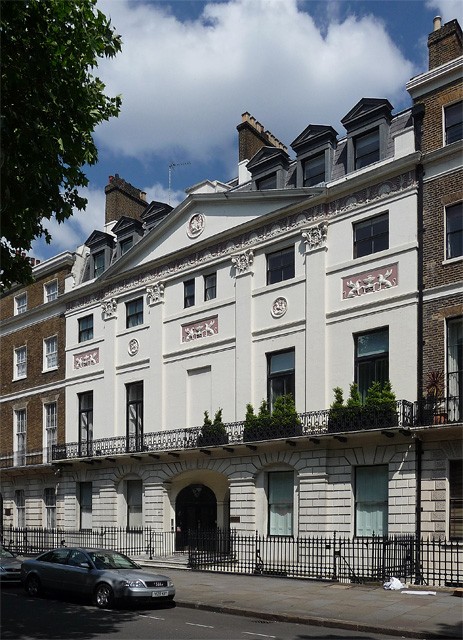
N° 46-48.
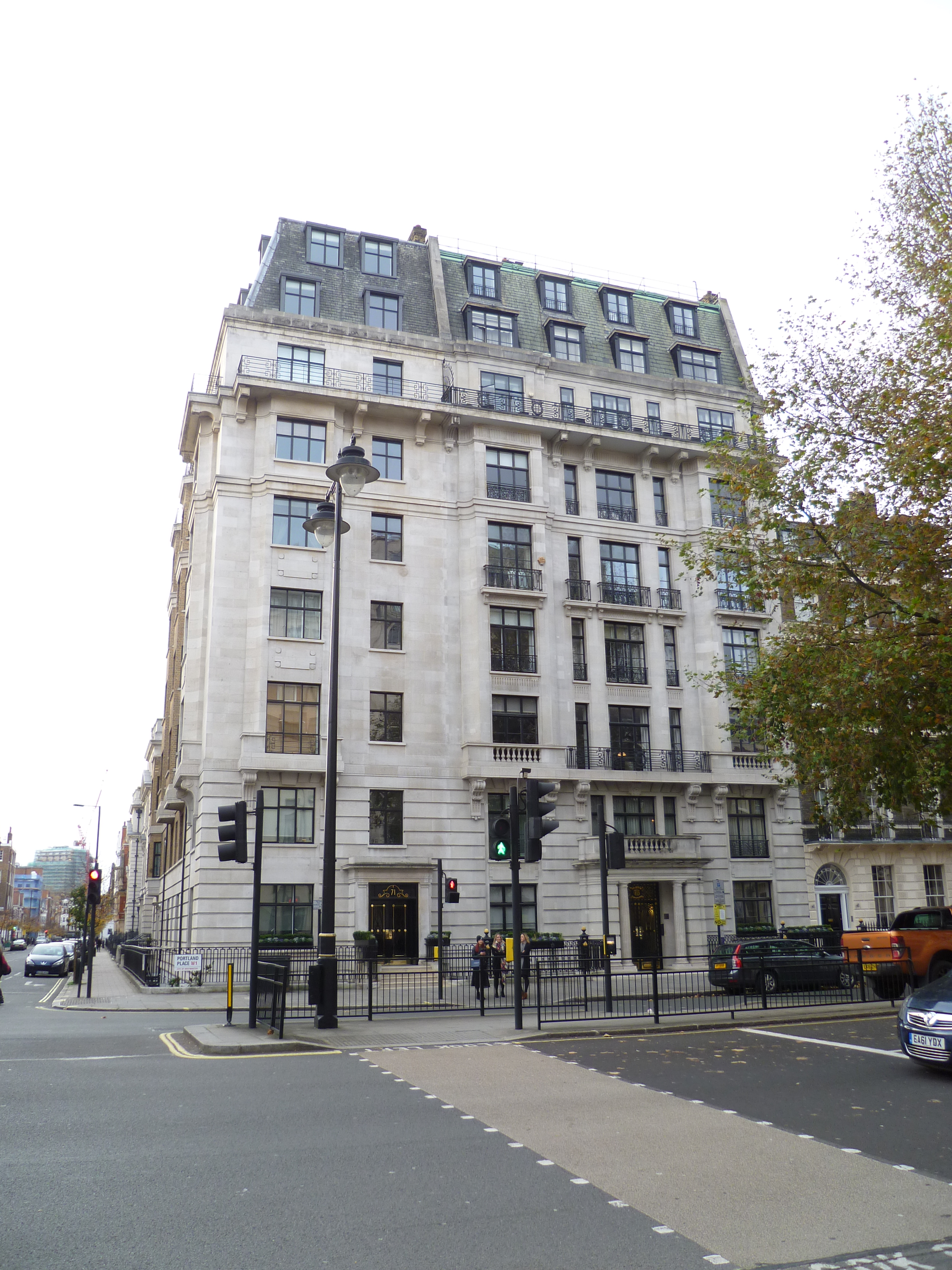
N° 71.
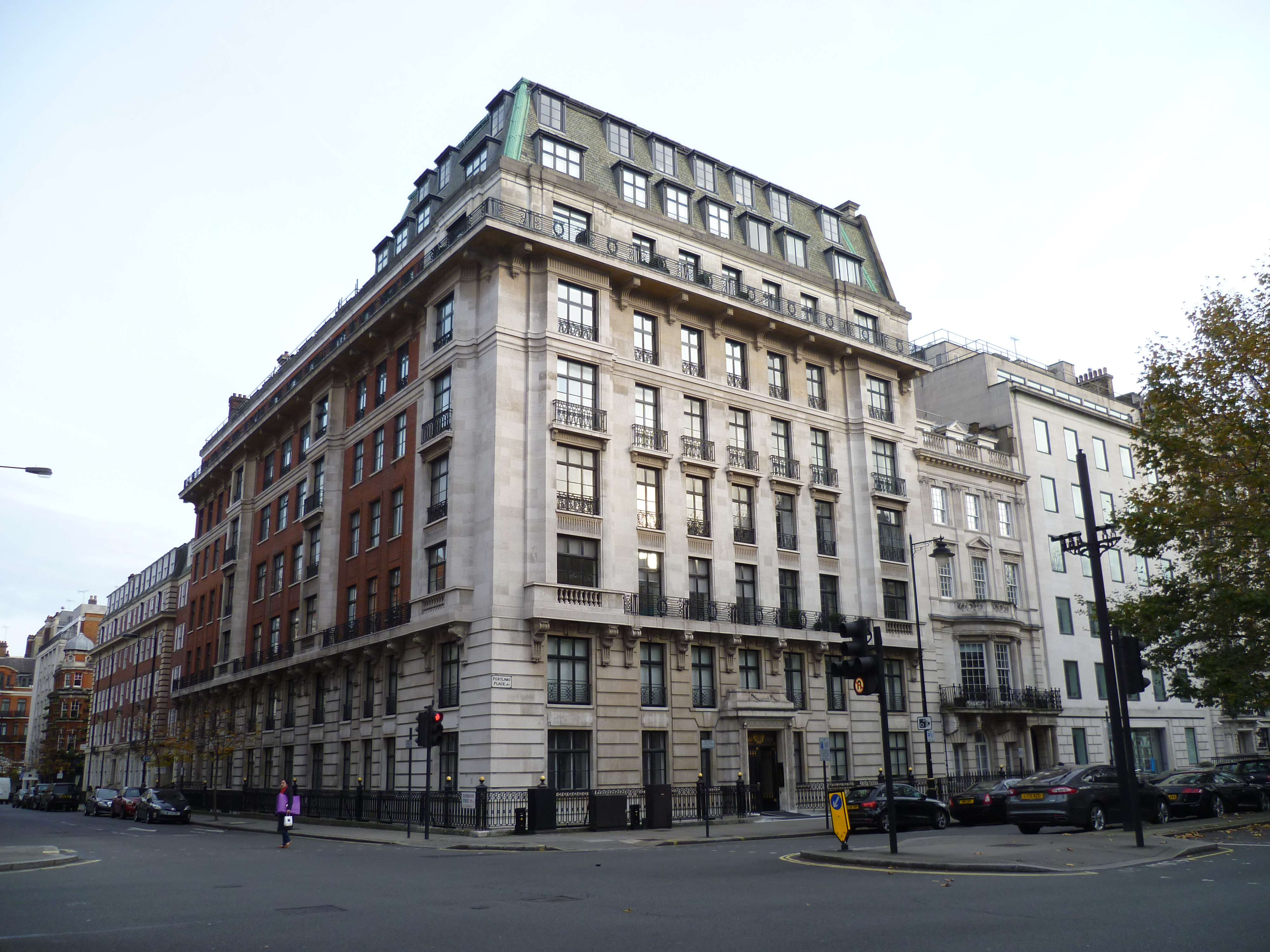
N° 82.